# Daniel Jones (Musiker)
Daniel Jones (* 22. Juli 1973 in Southend-on-Sea, Essex, England) ist ein englisch-australischer Musiker, Songwriter und Musikproduzent. Bekannt war er insbesondere als Teil des weltweit bekannten australischen Pop-Duos Savage Garden, zu dessen internationalen Hits die Songs I Want You, To the Moon and Back, Truly Madly Deeply, I Knew I Loved You und Crash and Burn gehörten. Seit seiner Zeit mit Savage Garden hat Jones seine eigene Produktionsgesellschaft Meridien Musik und das Tonstudio Level 7 Studios gegründet sowie neue Arbeiten mit verschiedenen jungen australischen Künstlern in Angriff genommen.

## Leben
Daniel Jones wurde 1973 in Southend-on-Sea, England, geboren, seine Familie wanderte jedoch noch vor seinem zehnten Geburtstag nach Australien aus. Die Familie Jones siedelte nach Brisbane über, wo Daniel als jüngster von drei Söhnen aufwuchs. Bereits in seiner Kindheit war Musik ein bedeutender Teil in Daniels Leben, was auch für seine beiden Brüder, Oliver und Jonathan Lee Jones gilt, die ebenfalls ein musikalisches Talent besitzen. Seine Mutter nannte ihn oft Caniel, nachdem sein Name in einem Artikel in der Schulzeitung über ein von ihm geschossenes Tor falsch geschrieben worden war. Die häufigsten Spitznamen von Daniel waren daneben Dan, Waggin und Jonesy.
Jones verließ nach dem 10. Jahr die Shailer Park State High School, um eine musikalische Karriere einzuschlagen. Danach erkrankte er an Refluxösophagitis, eine entzündliche Erkrankung der Speiseröhre.
Am 30. April 2000 traf er bei den Logie Awards auf seine spätere Frau Kathleen de Leon, die zu dieser Zeit ein Mitglied der erfolgreichen australischen Teenagergruppe „Hi-5“ gewesen war. Nach mehr als drei gemeinsamen Jahren organisierte Kathleen eine 70er-Jahre-Party anlässlich Daniels 30. Geburtstag, bei der er ihr vor Hunderten von Leuten öffentlich seine Liebe gestand und ihr in der GPO Bar in Brisbane einen Heiratsantrag machte.
Am 9. Oktober 2005 heirateten die beiden im Avica Weddings and Resort in Gold Coast in Queensland. Zu Ehren seiner Braut und dieser Feier schrieb Jones den Song Love Is Enough. Das Paar hat eine Tochter, die im Juli 2006 zur Welt kam.

## Musikkarriere

### Karrierebeginn
Im Alter von gerade 18 Jahren war er zusammen mit seinem Bruder und einigen seiner Freunde Mitglied in einer Band namens Red Edge, der jedoch ein Frontmann fehlte. Daniel Jones inserierte daraufhin in der lokalen Brisbaner Musikzeitung Time Off eine Anzeige, in der die Band nach einem geeigneten Sänger suchte. Einer derjenigen, die sich auf diese Anzeige hin meldeten, war Darren Hayes, auf den die Wahl schließlich fiel. Nach einiger Zeit war es Hayes jedoch leid, die Songs anderer Leute zu singen und er war entschlossen, Red Edge zu verlassen. Zu dieser Zeit überlegte sich Daniel Jones bereits, seine eigene Musik umzusetzen, und so kam er zu der schwierigen Entscheidung, zusammen mit Darren Hayes aus der Band auszusteigen. Dies markierte den Beginn der Band Savage Garden.

### Savage Garden
Darren Hayes, die andere Hälfte des Duos, übernahm bei allen Titeln den Gesangspart, während Jones hauptsächlich für den instrumentalen Hintergrund verantwortlich war. Trotzdem ist seine Stimme in einigen Demosongs, wie bei Aubergine Girl, und im Countdown bei dem Song To the Moon and Back zu hören. Hayes und Jones schrieben und spielten nur ihre eigene Musik und hatten 1998 mit Truly Madly Deeply und 2000 mit I Knew I Loved You ihre größten internationalen Hits. Von Anfang an reisten sie in der Welt herum, um ihr erstes Album zu promoten und ihre Songs vorzutragen. Die Reisebelastung und andere Probleme begannen Daniel immer stärker zu belasten und er fühlte sich durch Fans und Presse bedrängt, was ihm zunehmend mehr Unbehagen bereitete. So entschloss sich Darren, den Löwenanteil der öffentlichen Aufgaben zu übernehmen, die mit der Promotion der Band zu tun hatten. Im Gegenzug dazu führte Daniel die Proben mit den Hintergrundmusikern durch, die Savage Garden auf ihrer Tour begleiteten, und nahm sich der musikalischen Arrangements an. Dennoch kam es schließlich im Jahre 2001 zu der Trennung des Duos.

### Nach Savage Garden
Im Jahre 2001 begann Daniel eine australische Band namens Aneiki zu unterstützen, die aus den Musikern Jennifer Waite und Grant Wallis bestand. Sie war die erste Band, die sich dem von Jones neu gegründeten Musiklabel Meridien Musik verpflichtete. Daniel kannte Jennifer als eine der Hintergrundsänger, die Savage Garden während der Future of Earthly Delites-Tour, der ersten Tournee zum Album Savage Garden, begleitet hatten. Daniel half dabei, das erste Album der Band Words in Place of Objects zu produzieren und war Co-Schreiber für vier der auf dem Album befindlichen Songs: Dearest, She Says, Saving Grace, Feel This Fool und Sugarlust.
2002 arbeitete Daniel mit einem anderen australischen Duo zusammen, das sich Bachelor Girl nannte. Hier war er Co-Schreiber eines der Songs mit dem Namen Falling für das zweite Album der Band Dysfunctional. 2004 unterstützte Daniel die australische Pop-Rock-Musikerin Julie Strickland und den australischen Musikact The Wish (mit Peter Freebairn und Bill Kio) bei ihren jeweiligen Debütalben. Seit dem Jahr 2005 arbeitet er mit weiteren australischen Sängern zusammen, wie Tori Horgan (für ihr Debütalbum) und Paul Black. Es zeigt sich, dass das größte Interesse von Jones darin besteht, junge neue Talente zu entdecken und diese über sein selbst aufgebautes Meridien Musik Label zu vermarkten.
Im Spätjahr 2005 produzierte Jones eine Serie von EPs für das junge Label Pavilion Musik, das zu Quiksilver gehört. Dabei nahm er Stücke mit Sean Sennett, The Eight Colour, Moonjuice und Josh Boots auf.
Im Mai 2006 wurde bekannt gegeben, dass Daniel den legendären Aufnahmekomplex in der 301 Castlereagh Street in Sydney erworben hat. Dieses Aufnahmestudio gehörte in seiner langen Geschichte ehemals der bekannten EMI Gruppe und sollte das neue Level 7 Studios wie auch die Produktionsgesellschaft Meridien Musik beherbergen.
Heute arbeitet Daniel Jones weiterhin an seinem eigenen Musiklabel und lebt in Sydney, Australien.